# オットー・ヴェルニッケ
オットー・カール・ローベルト・ヴェルニッケ（Otto Karl Robert Wernicke、1893年9月30日 - 1965年11月7日）は、ドイツの俳優。

## 出演作品
- 怪人マブゼ博士（1933年）